# Trimpley
Trimpley – osada w Anglii, w hrabstwie Worcestershire. Leży 25 km na północ od miasta Worcester i 180 km na północny zachód od Londynu.